# Palazzo degli Omayyadi
Il Palazzo degli Omayyadi è un grande complesso palaziale del periodo omayyade, situato sulla collina della cittadella (Jabal al-Qal'a) di Amman, in Giordania.
Costruito durante la prima metà dell'VIII secolo, è ora in gran parte in rovina, con una camera d'ingresso a cupola restaurata, conosciuta come "chiosco" o "porta monumentale".

## Galleria d’immagini

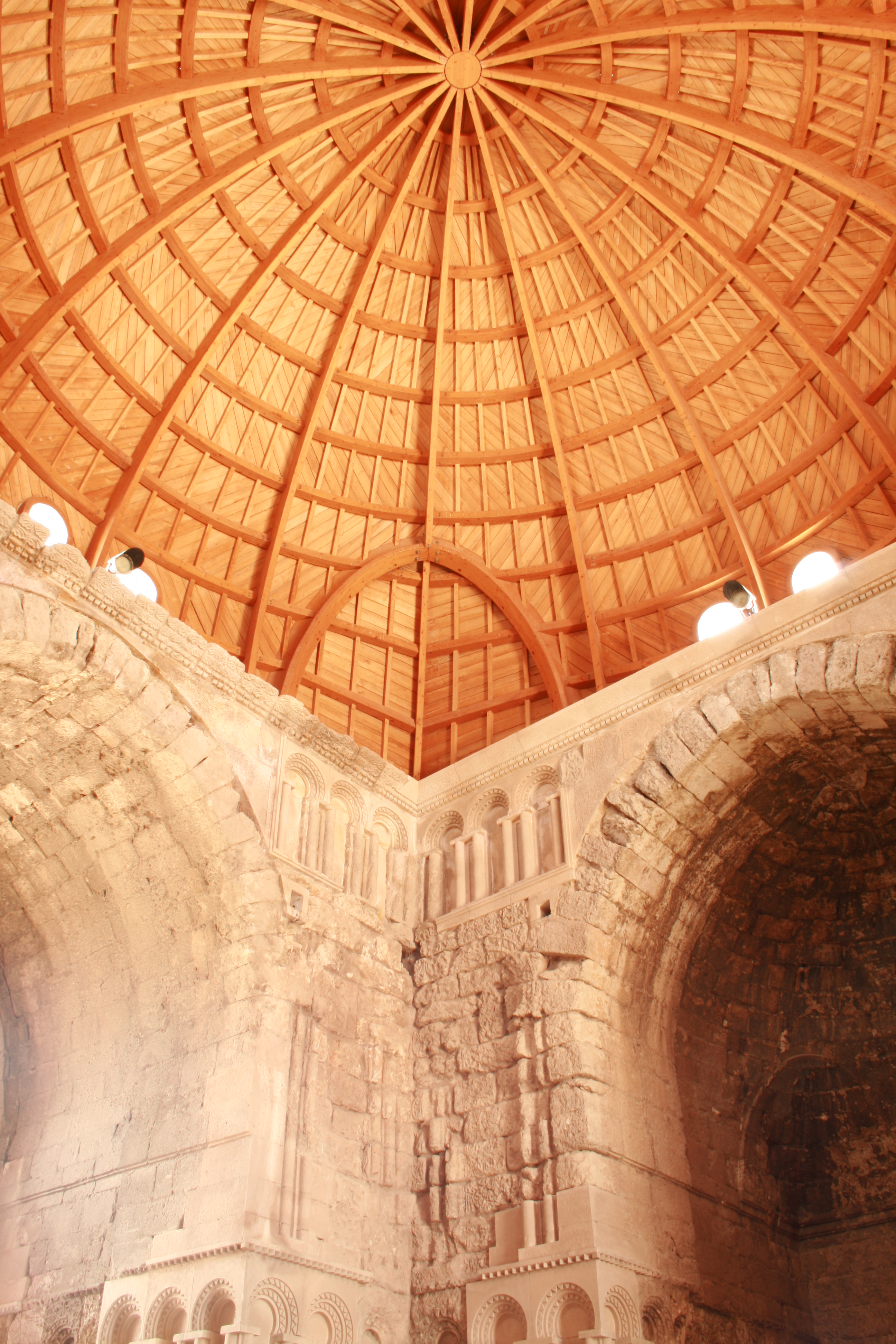
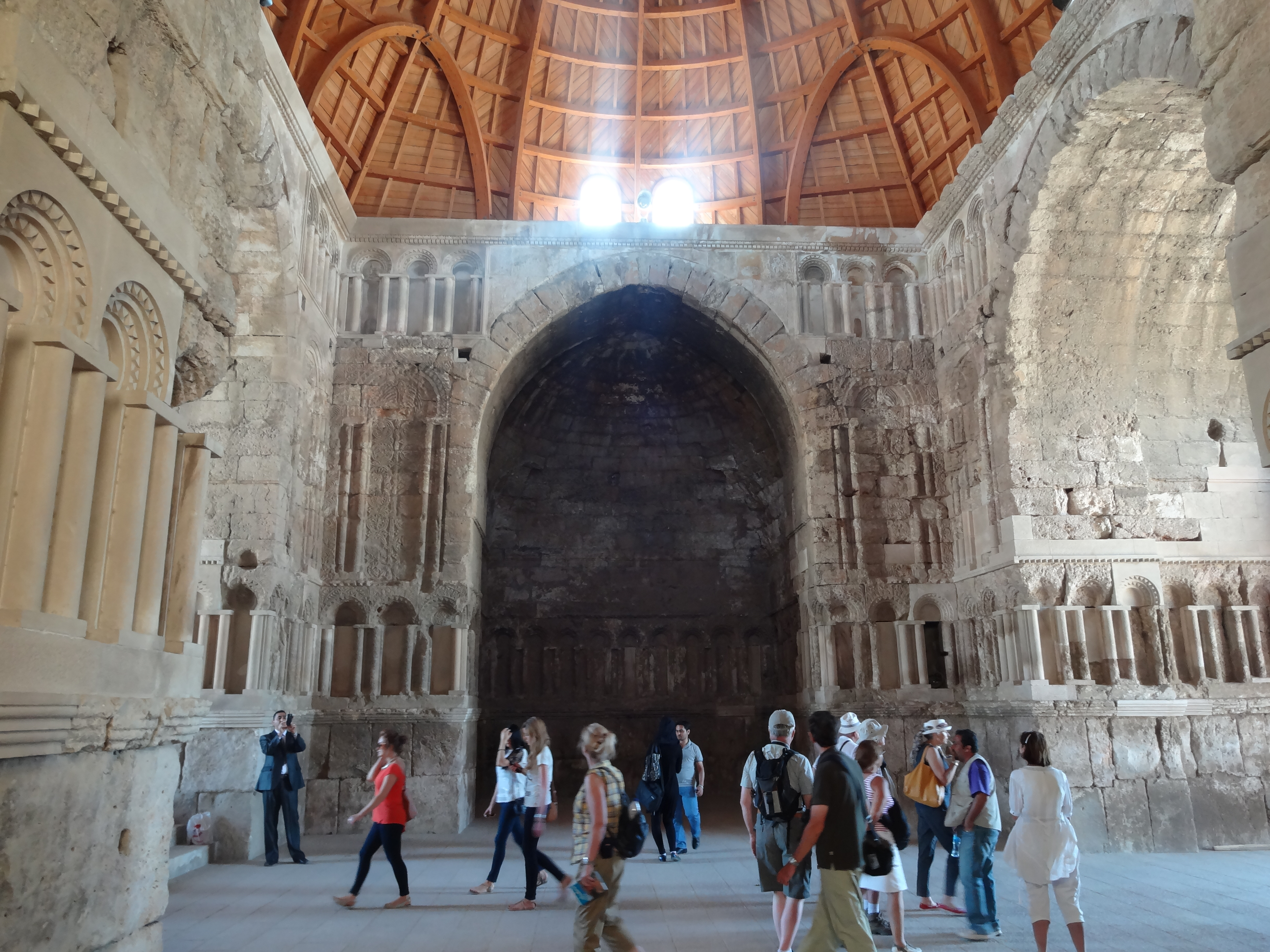